# Câmara de Lobos
Câmara de Lobos é uma cidade portuguesa sede do Município de Câmara de Lobos na ilha da Madeira, Região Autónoma da Madeira, cidade que deu o nome também à Freguesia de Câmara de Lobos de que faz parte. O município tem 52,15 km² de área e 35 666 habitantes (2011), subdividido em 5 freguesias, enquanto a cidade tem 14 091 habitantes (2021).
A Freguesia de Câmara de Lobos é uma das mais antigas na ilha da Madeira, e a sua criação remonta ao princípio do segundo quartel do século XV, aproximadamente pelo ano 1430.
O município é limitado a norte pelo município de São Vicente, a nordeste por Santana, a leste pelo Funchal e a oeste pela Ribeira Brava, sendo banhado pelo oceano Atlântico a sul.

## História
O concelho foi criado em 1835, tendo a vila sua sede sido elevada à categoria de cidade a 3 de agosto de 1996.
Câmara de Lobos foi um dos primeiros lugares da Madeira, após a sua descoberta, sujeitos a uma imediata exploração agrícola. Tem óptimas qualidades de terreno, condições climatéricas, boa exposição solar e abrigo dos ventos.
Na cultura da agricultura salienta-se a cultura da vinha, que resulta na fabricação do Vinho da Madeira.
Estabeleceram na freguesia indivíduos vindos de Portugal e formaram famílias em Câmara de Lobos. Desses indivíduos, os de origem nobre, tiveram muitas terras de sesmarias e ali instituíram os seus vínculos e morgadias. Entre eles pode-se mencionar João Caldeira o Velho, que deu o nome ao sítio da Caldeira.
Nesta freguesia, a atividade pescatória era praticada por diversos indivíduos; uma considerável parte destes indivíduos vivia no bairro do Ilhéu, e as condições higiénicas inapropriadas de viver.
Quando João Gonçalves Zarco chegou a Câmara de Lobos, traçou a fundação da capela do Espírito Santo, que foi dedicado ao Espírito Santo, na baía de Câmara de Lobos; mais tarde a capela foi convertida para a igreja de São Sebastião.
A localidade deve o seu topónimo ao facto de que quando o redescobridor da ilha da Madeira, João Gonçalves Zarco (1419) desembarcou aqui pela primeira vez, observou que existia uma rocha delgada que entrava pelo mar adentro e que entre esta rocha e outra ficava um braço de mar, onde a natureza fez uma grande lapa, ao jeito de câmara de pedra e rocha viva. Entraram e tendo deparado com tantos lobos-marinhos, ficaram espantados, encontrando-se deste modo a justificação para o surgimento do nome deste local, conforme se lê abaixo em português da época:
Hindo da ribeira dos soccorridos para o Occidente hum quarto de legoa está huma aldeya que chamão Camara de Lobos, perto do mar, que tem uma calheta pequena e huma furna onde dormiam e dormem ainda lobos, de que tomou nome o Logar (...)
Desta freguesia foram naturais entre outros, João Pedro de Freitas Pereira Drumond, advogado e jornalista, Francisco da Silva Barradas, advogado e escritor, Dr. José de Barros e Sousa, juiz desembargador, Padre Eduardo Nunes Pereira, escritor,  Alberto Reis, engenheiro civil, Sebastião Pestana, professor universitário, Eduardo Antonino Pestana, escritor, Padre Dr. José Gonçalves de Aguiar, teólogo,  Fernando Eldoro, maestro, João Rufino Silva, musicólogo, e Joaquim Pestana, poeta.
Inicialmente formado pelas freguesias de Câmara de Lobos, do Curral das Freiras, do Estreito de Câmara de Lobos e do Campanário, então pertencentes ao concelho do Funchal, até ser atingida a sua actual constituição, várias alterações entretanto viriam a ocorrer. Assim, a 24 de Julho de 1848, às quatro freguesias iniciais, juntar-se-ia uma outra, a freguesia da Quinta Grande, surgida na sequência do desmembramento de alguns sítios das freguesias do Campanário e de Câmara de Lobos, ficando assim o concelho acrescido em mais uma freguesia, ainda que mantendo a mesma área territorial. A 6 de Maio 1914, perde a freguesia do Campanário que é integrada no novo concelho da Ribeira Brava e a 5 de Julho de 1996 é criada uma nova freguesia, denominada de Jardim da Serra, constituída a partir da desagregação de alguns sítios da zona alta da freguesia do Estreito de Câmara de Lobos.
Como consequência, a partir desta data, o concelho de Câmara de Lobos, passa a ser constituído pela freguesia de Câmara de Lobos, criado por volta de 1430; pela freguesia do Estreito de Câmara de Lobos, criada por volta de 1509; pela freguesia do Curral das Freiras criada a 17 de Março de 1790; pela freguesia da Quinta Grande, criada a 24 de Julho de 1848 e pela freguesia do Jardim da Serra criada, a 5 de Julho de 1996. Durante este percurso ainda haverá a destacar a elevação, a 15 de Setembro de 1994, da freguesia do Estreito de Câmara de Lobos à categoria de vila e a elevação, em 3 de Agosto de 1996, da vila de Câmara de Lobos à categoria de cidade.
É o concelho com uma estrutura etária mais jovem de Portugal.

## Evolução da População do Município
★ Os Recenseamentos Gerais da população portuguesa tiveram lugar a partir de 1864, regendo-se pelas orientações do Congresso Internacional de Estatística de Bruxelas de 1853. Encontram-se disponíveis para consulta no site do Instituto Nacional de Estatística (INE). 												
★★ Os dados apurados para os censos de 1864 a 1960 foram retirados da publicação do INE, "Dados Retrospectivos (Distritos, Concelhos e Freguesias", de 15 de dezembro de 1960, que diferem, nalguns casos, dos resultados apurados nos censos etários (vd. 1900 e 1911)   							
★★★ O censo de 1981 não refere dados sobre a distribuição etária da população da Madeira												

## População
| Número de habitantes *                   | Número de habitantes * | Número de habitantes * | Número de habitantes * | Número de habitantes * | Número de habitantes * | Número de habitantes * | Número de habitantes * | Número de habitantes * | Número de habitantes * | Número de habitantes * | Número de habitantes * | Número de habitantes * | Número de habitantes * | Número de habitantes * | Número de habitantes * |
| ---------------------------------------- | ---------------------- | ---------------------- | ---------------------- | ---------------------- | ---------------------- | ---------------------- | ---------------------- | ---------------------- | ---------------------- | ---------------------- | ---------------------- | ---------------------- | ---------------------- | ---------------------- | ---------------------- |
| 1864                                     | 1878                   | 1890                   | 1900                   | 1911                   | 1920                   | 1930                   | 1940                   | 1950                   | 1960                   | 1970                   | 1981                   | 1991                   | 2001                   | 2011                   | 2021                   |
| 10 226                                   | 12 475                 | 12 134                 | 14 118                 | 16 455                 | 17 578                 | 21 806                 | 24 130                 | 27 420                 | 29 759                 | 31 810                 | 31 035                 | 31 476                 | 34 614                 | 35 666                 | 32 162                 |
| Número de habitantes por Grupo Etário ** |                        |                        |                        |                        |                        |                        |                        |                        |                        |                        |                        |                        |                        |                        |                        |
|                                          |                        |                        |                        |                        | 1920                   | 1930                   | 1940                   | 1950                   | 1960                   | 1970                   | 1981                   | 1991                   | 2001                   | 2011                   | 2021                   |
| 0-14 Anos                                | 0-14 Anos              | 0-14 Anos              | 0-14 Anos              | 0-14 Anos              | 6 860                  | 9 283                  | 10 716                 | 10 909                 | 12 456                 | 14 310                 | S/ dados               | 9 997                  | 9 029                  | 7 445                  | 4 844                  |
| 15-24 Anos                               | 15-24 Anos             | 15-24 Anos             | 15-24 Anos             | 15-24 Anos             | 3 709                  | 4 159                  | 4 121                  | 5 864                  | 5 397                  | 5 655                  | S/ dados               | 6 853                  | 6 458                  | 5 637                  | 4 354                  |
| 25-64 Anos                               | 25-64 Anos             | 25-64 Anos             | 25-64 Anos             | 25-64 Anos             | 6 130                  | 7 622                  | 8 100                  | 9 213                  | 10 441                 | 10 100                 | S/ dados               | 12 361                 | 16 079                 | 18 987                 | 18 115                 |
| = ou > 65 Anos                           | = ou > 65 Anos         | = ou > 65 Anos         | = ou > 65 Anos         | = ou > 65 Anos         | 807                    | 735                    | 1 098                  | 1 198                  | 1 465                  | 1 745                  | S/ dados               | 2 265                  | 3 048                  | 3 597                  | 4 849                  |

- Número de habitantes "residentes", ou seja, que tinham a residência oficial neste concelho à data em que os censos  se realizaram.
  - De 1900 a 1950 os dados referem-se à população "de facto", ou seja, que estava presente no concelho à data em que os censos se realizaram. Daí que se registem algumas diferenças relativamente à designada população residente

Os dados relativos aos grupos etários só são considerados a partir do censo de 1920, devido à criação do concelho da Ribeira Brava. Já o número total de habitantes foi actualizado em 1960, com base  na soma das populações que ficaram a pertencer ao concelho de Câmara de Lobos.																		

### Distribuição da população por freguesias
Segundo os censos de 2011, a população do concelho totaliza 35 666, distribuídas pelas cinco freguesias da seguinte maneira:
1. Câmara de Lobos: 17 986 hab.
2. Estreito de Câmara de Lobos: 10 269 hab.
3. Jardim da Serra: 3 311 hab.
4. Quinta Grande: 2 099 hab.
5. Curral das Freiras: 2 001 hab.

## Freguesias

O município de Câmara de Lobos está dividido em 5 freguesias. Cada freguesia é governada por uma Junta de Freguesia, órgão executivo que é eleito pelos membros da Assembleia de Freguesia, por sua vez eleita diretamente pelos cidadãos recenseados no seu território.
- Câmara de Lobos
- Curral das Freiras
- Estreito de Câmara de Lobos
- Jardim da Serra
- Quinta Grande

## Geminações
A cidade de Câmara de Lobos está geminada com as seguintes cidades:
- Garachico, Canárias, Espanha (1997)
- Forio, ilha de Ísquia, Itália (2008)

## Economia

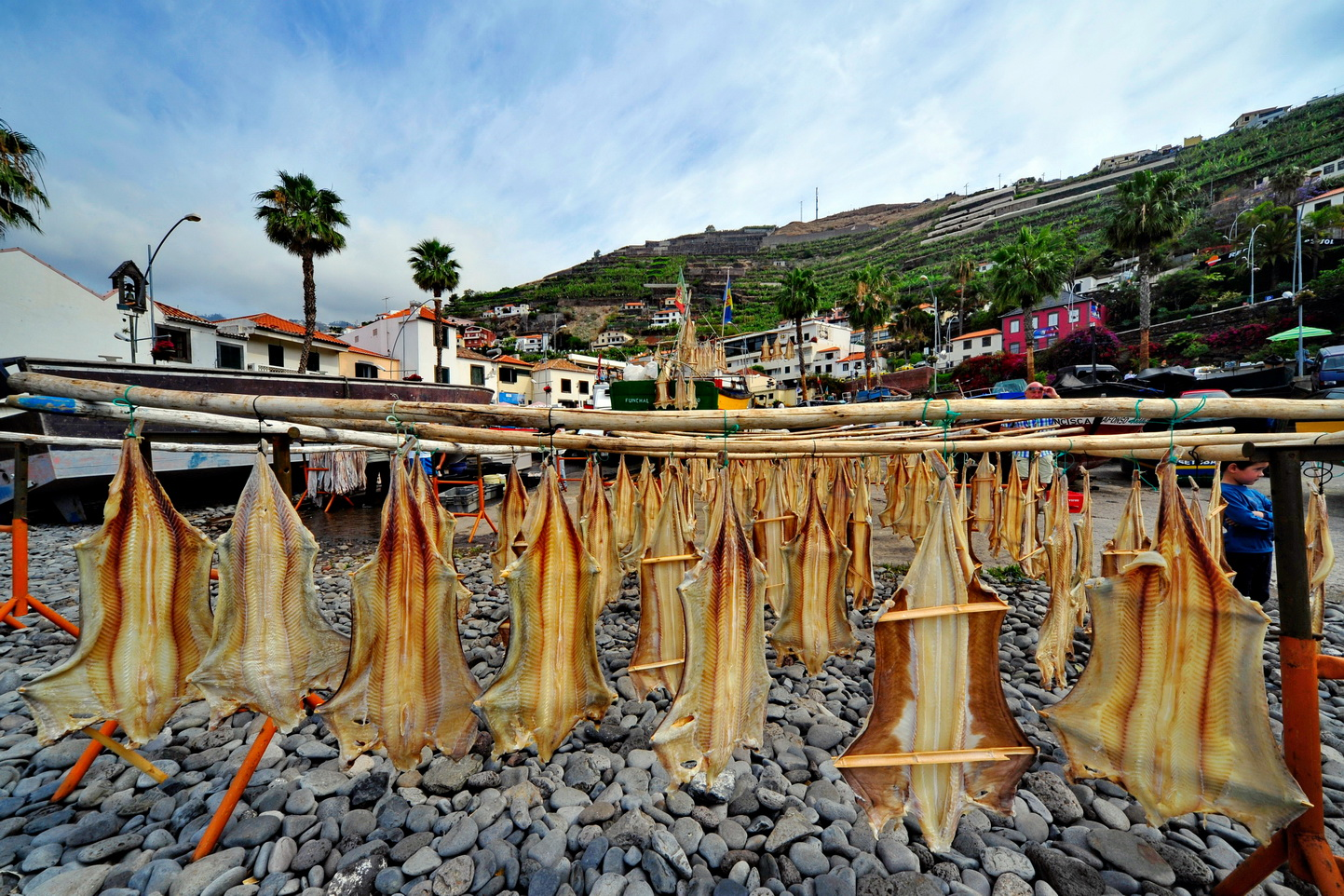
Porto com peixe seco

Em 2011, segundo os dados do IVBAM (Instituto do Vinho, Bordado e do Artesanato da Madeira), 62% do total de uvas recolhidas na RAM para a produção do vinho Madeira, tiveram a sua origem no concelho de Câmara de Lobos, com destaque para a freguesia do Estreito de Câmara de Lobos que representa cerca 88% dessa mesma produção.
Em Câmara de Lobos existe também a pesca, atividade que confere a principal característica visual à cidade. A captura do peixe espada preto, espécie que dá nome a uma das maiores festividades organizadas na cidade no decorrer da época estival, representa a maior parte das capturas locais e, a nível regional, esta espécie representou no ano de 2011, segundo os dados disponibilizados pela DREM (2011), cerca de 43% do total de pescado descarregado nos portos da RAM, o que equivaleu a aproximadamente 53% do valor global do pescado.

## Património construído

### Forno da Cal
O Forno da Cal encontra-se localizado no sítio da Trincheira, na famosa freguesia de Câmara de Lobos e a sua construção deu-se no ano de 1874 por Roque Teixeira de Agrela. No entanto, é em 1914 que se dão início a algumas restaurações e adaptações ao meio envolvente. A produção de cal desempenhava um papel importante na construção civil, no entanto, é já no ano 1960 que se deu o seu encerramento uma vez que causava mal-estar principalmente à vizinhança e originava reclamações resultantes do odor e do fumo. Vinte anos depois, já na posse da Câmara Municipal tentou-se criar um novo uso para o edifício permitindo a secagem de "peixe gata" muito abundante na freguesia, o que acabou mais tarde por ter sido encerrado também.
Na atualidade, apesar de ser considerado como um dos patrimónios mais importantes da freguesia, encontra-se em degradação e sob exploração da Frente Mar de Câmara de Lobos, onde se abrange também as Salinas.

## Galeria de imagens

Câmara de Lobos.
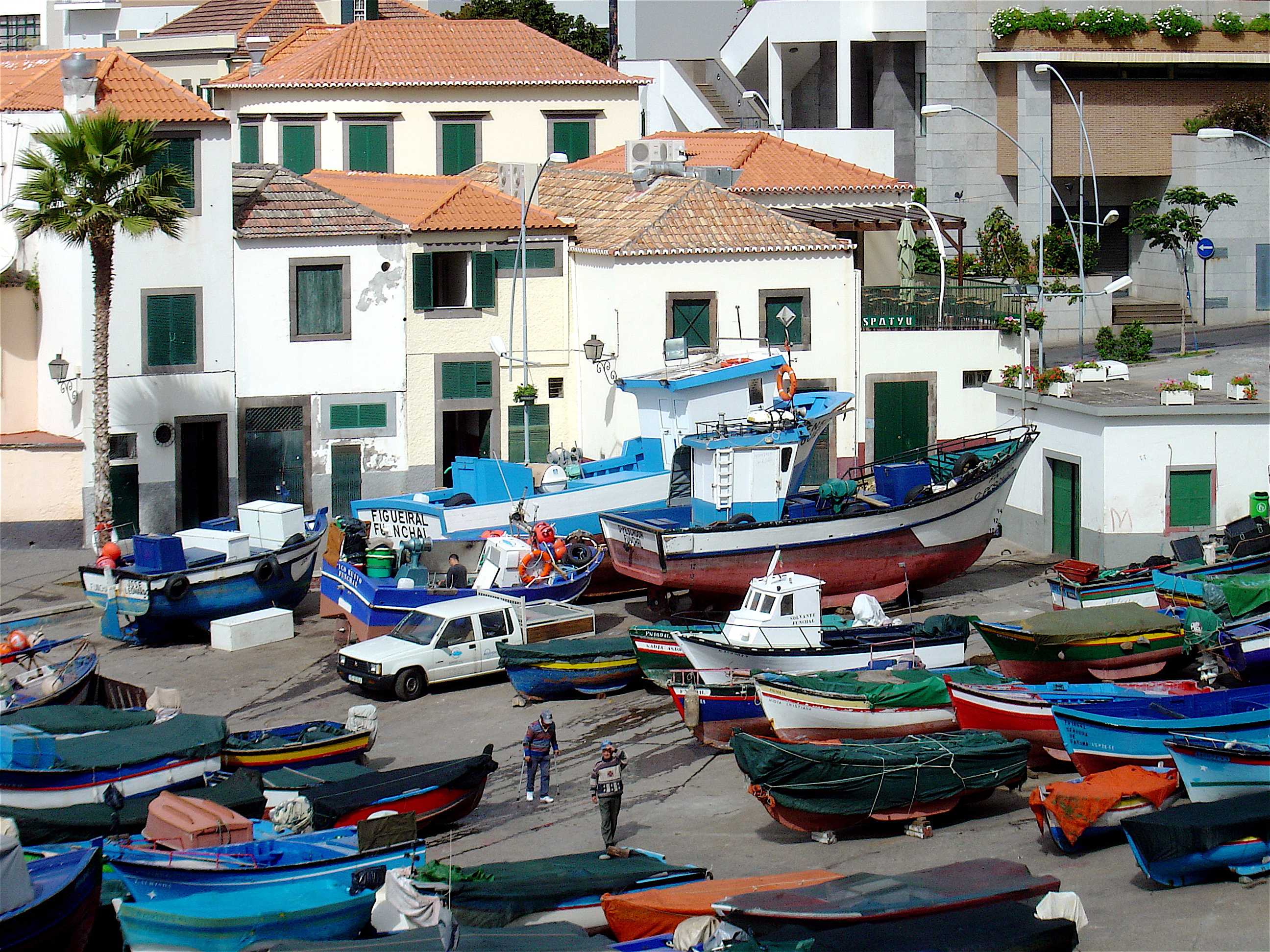
Barcos de pesca.
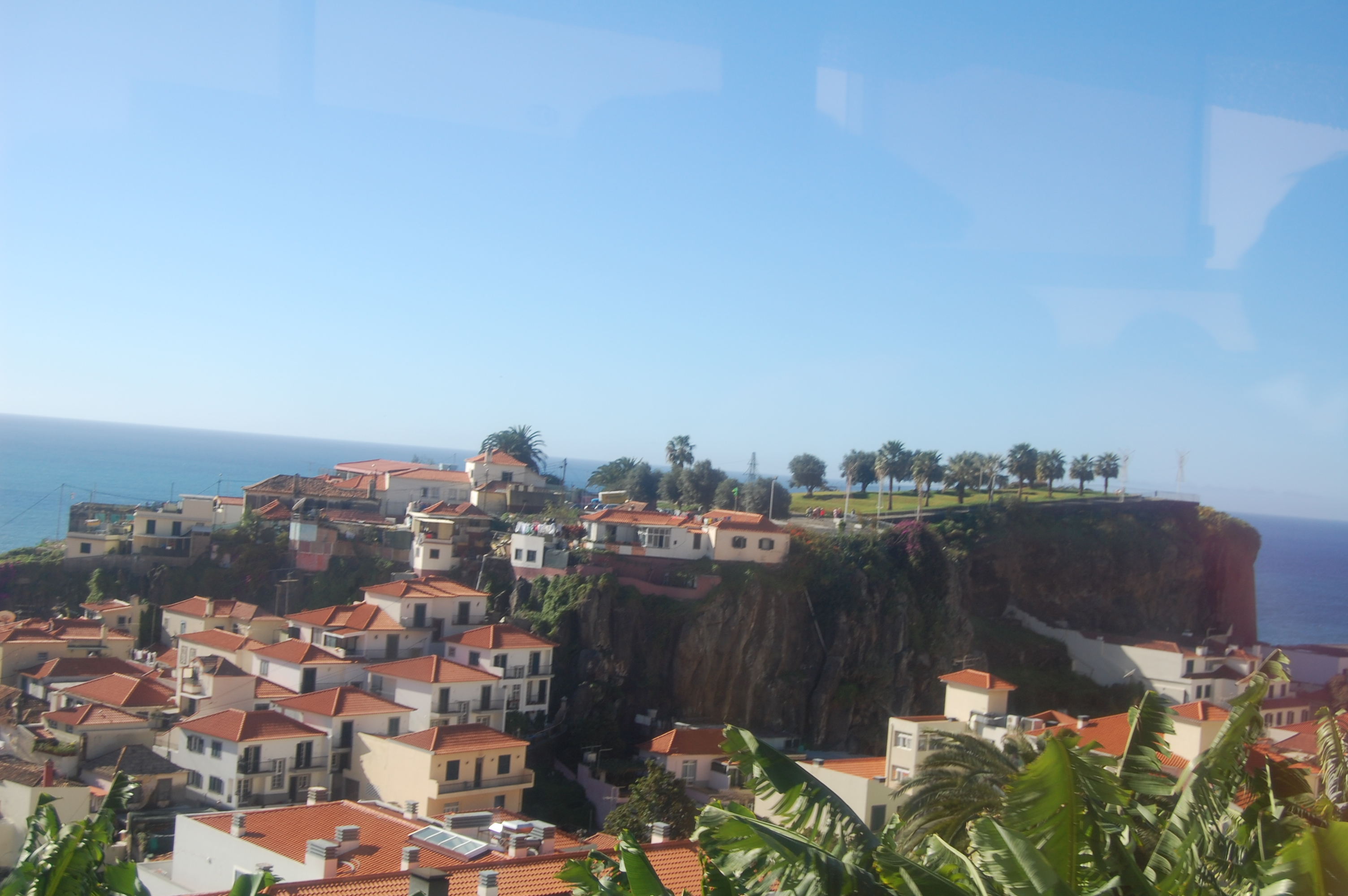
"Ilhéu" de Câmara de Lobos.
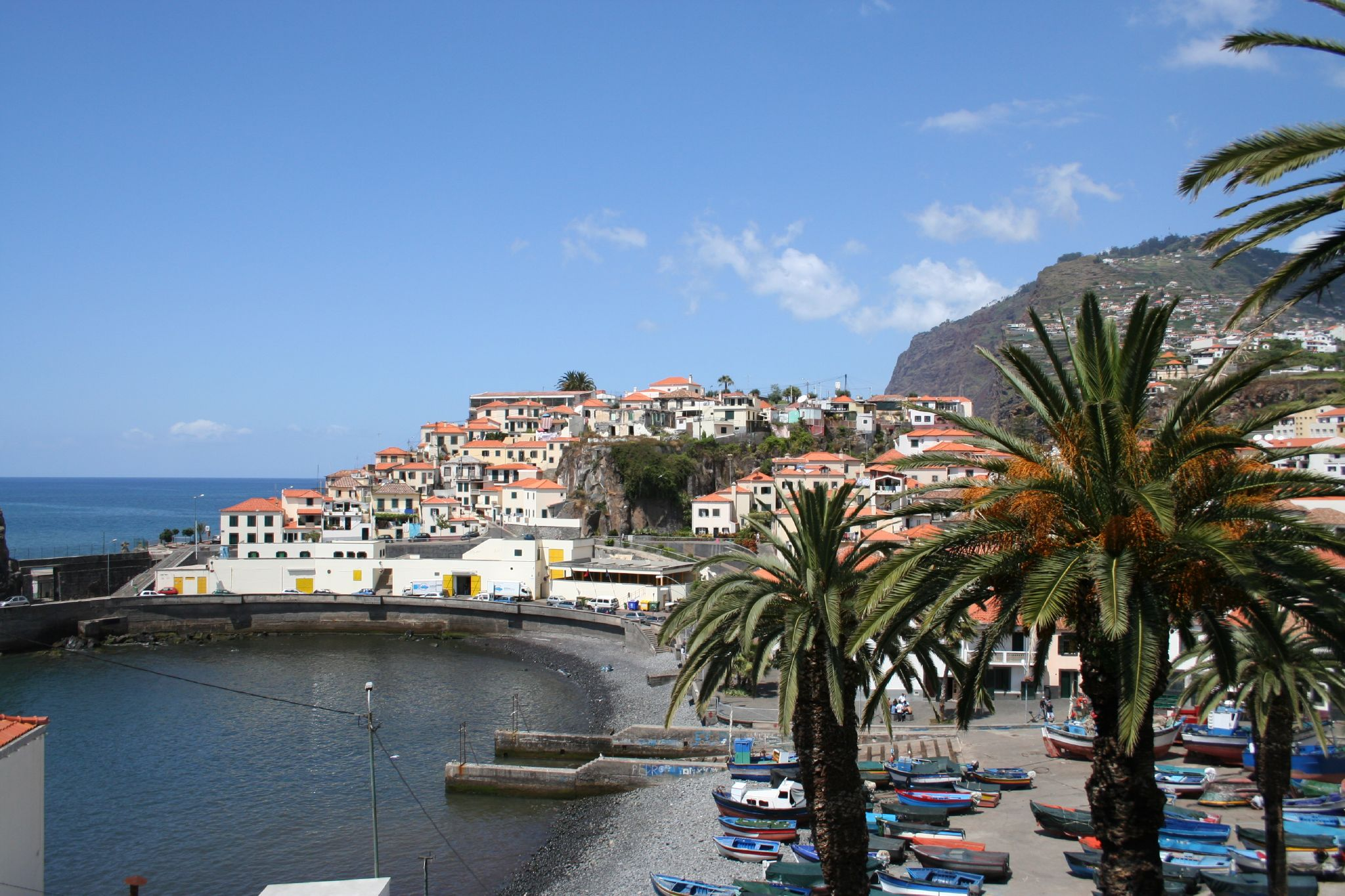
Baía de Câmara de Lobos.
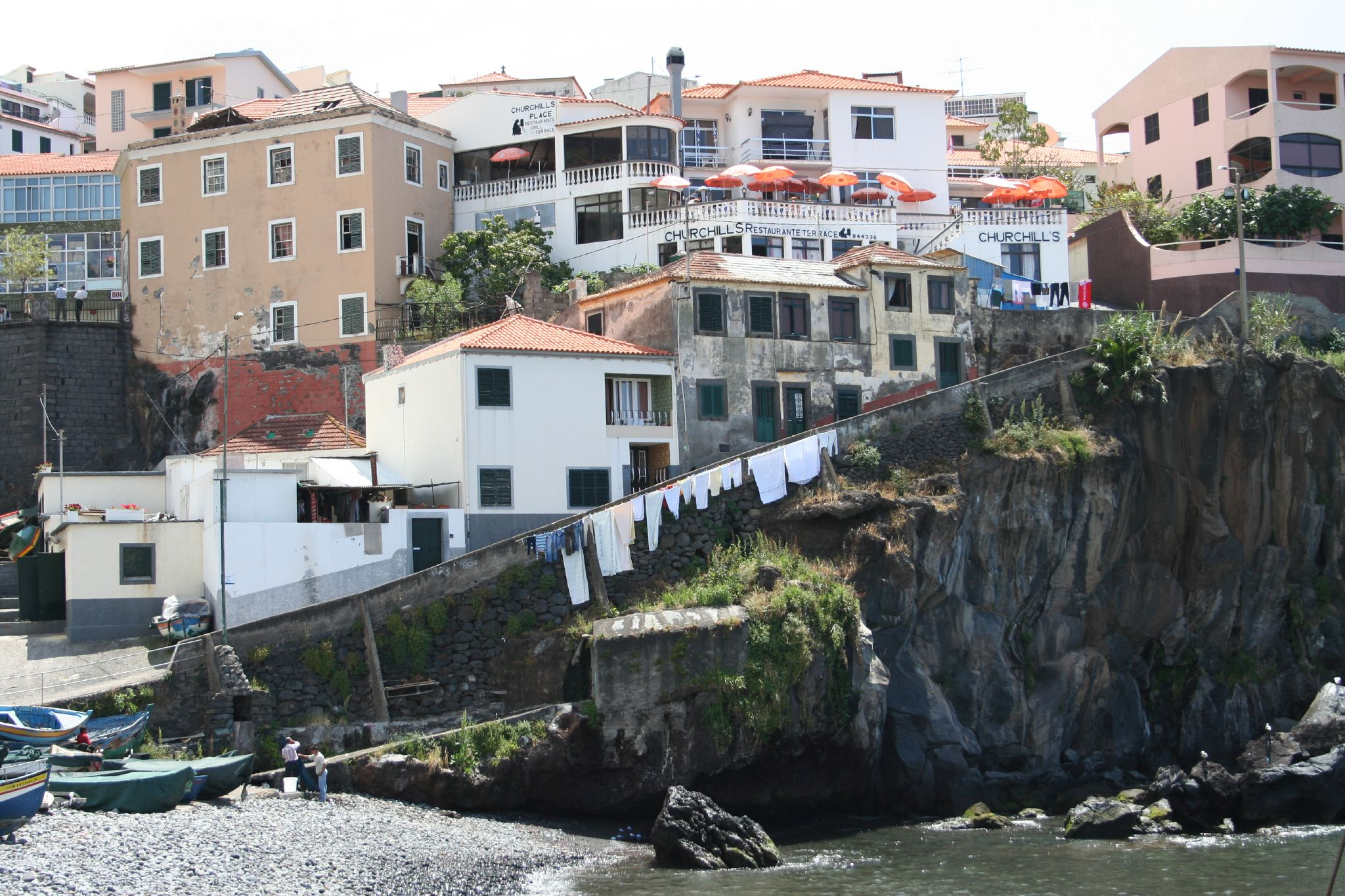
Bairro do Espírito Santo.
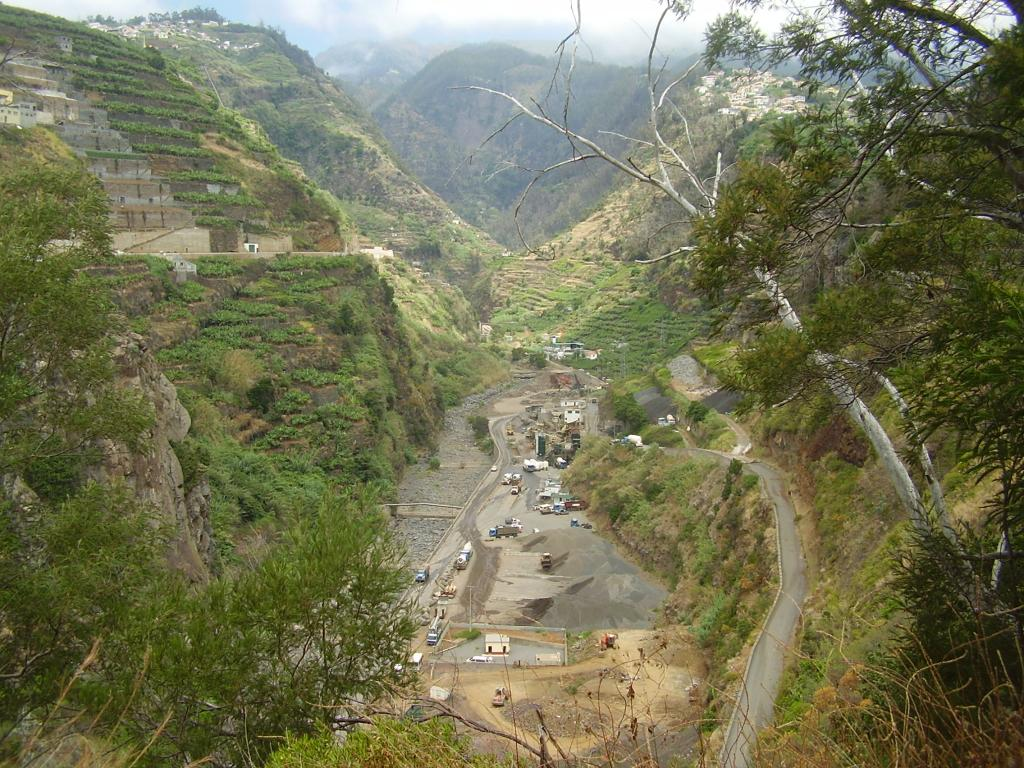
Ribeira dos Socorridos.
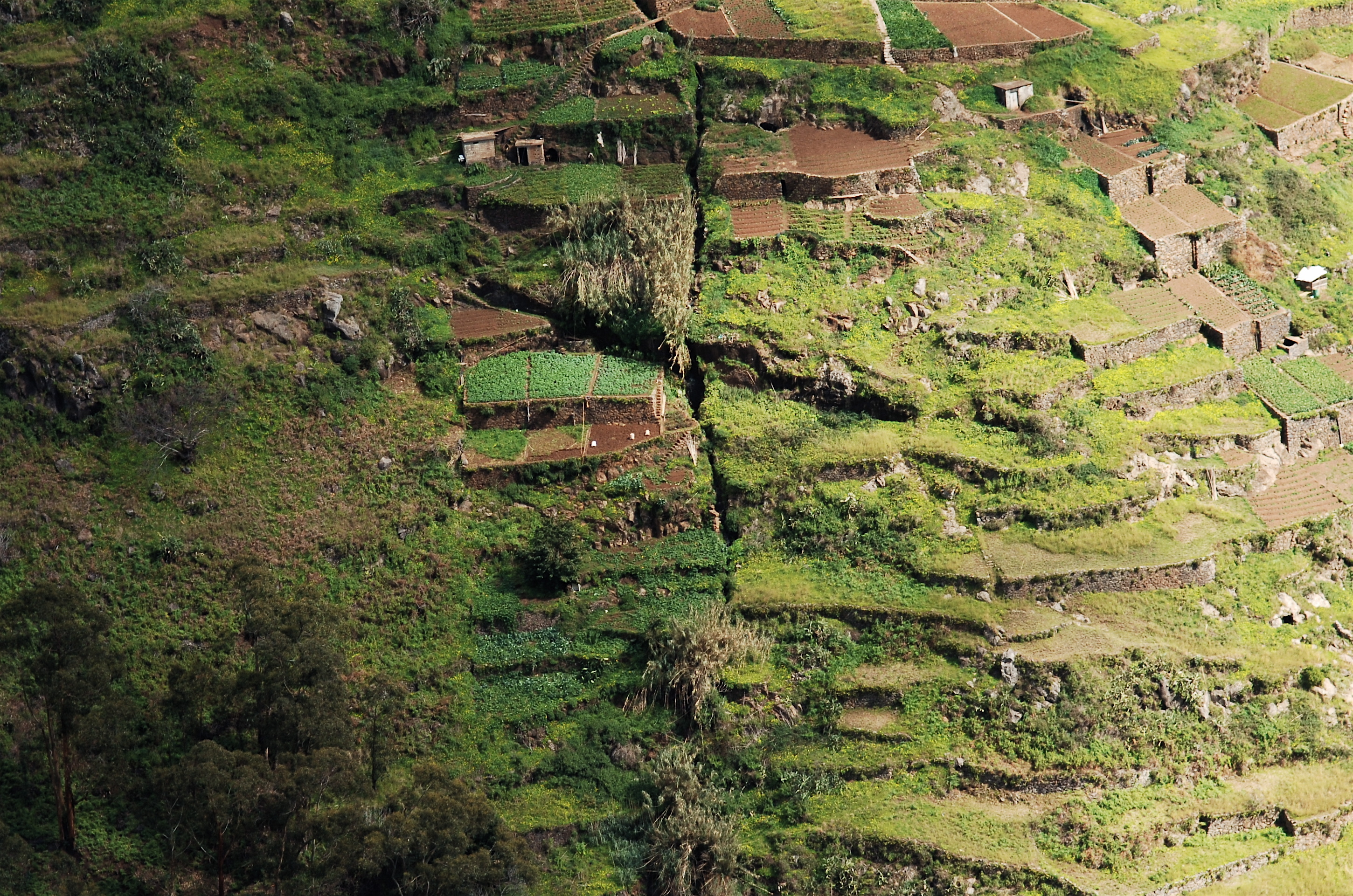
"Poios", socalcos agrícolas.
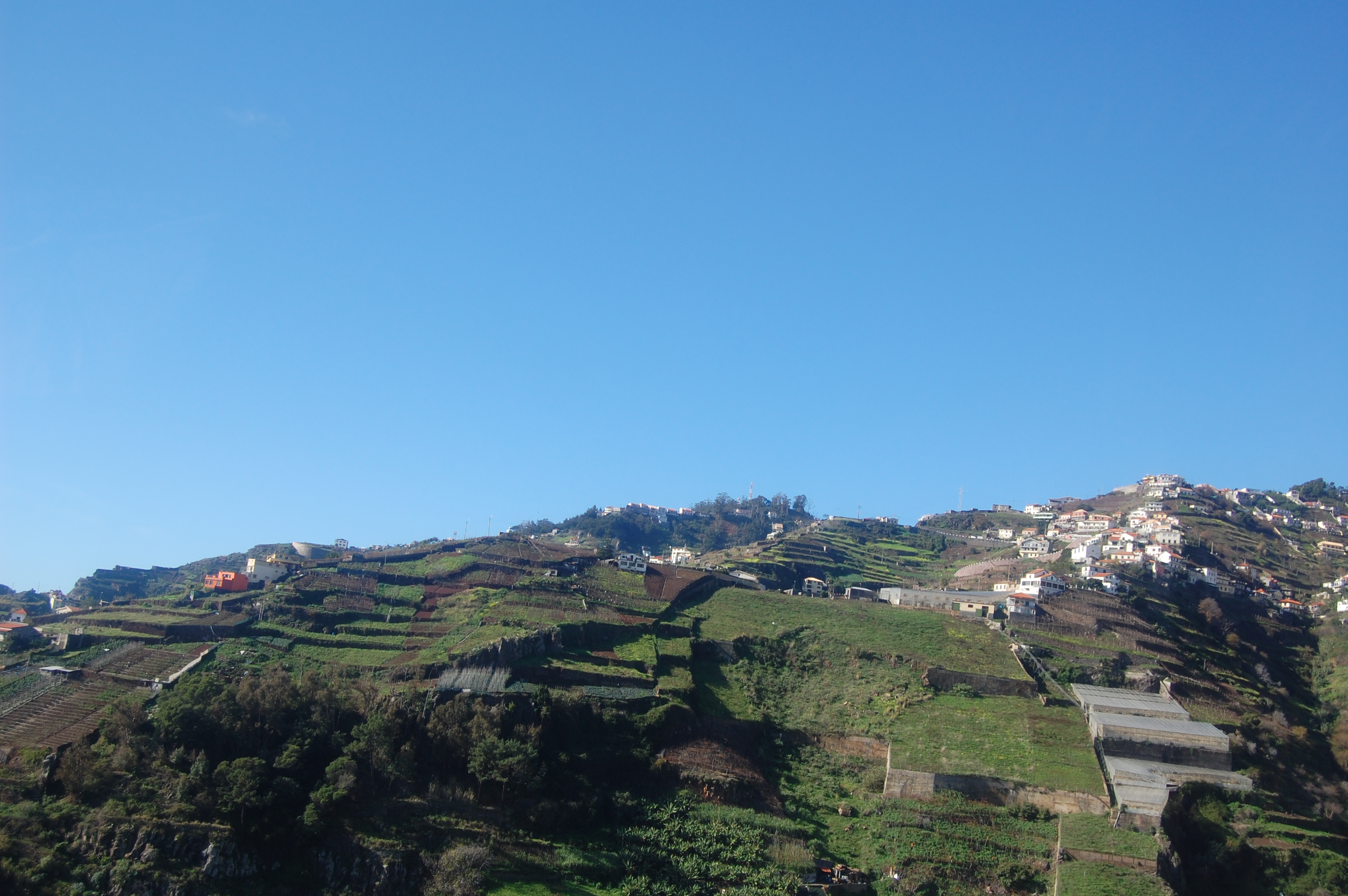
Estreito de Câmara de Lobos.
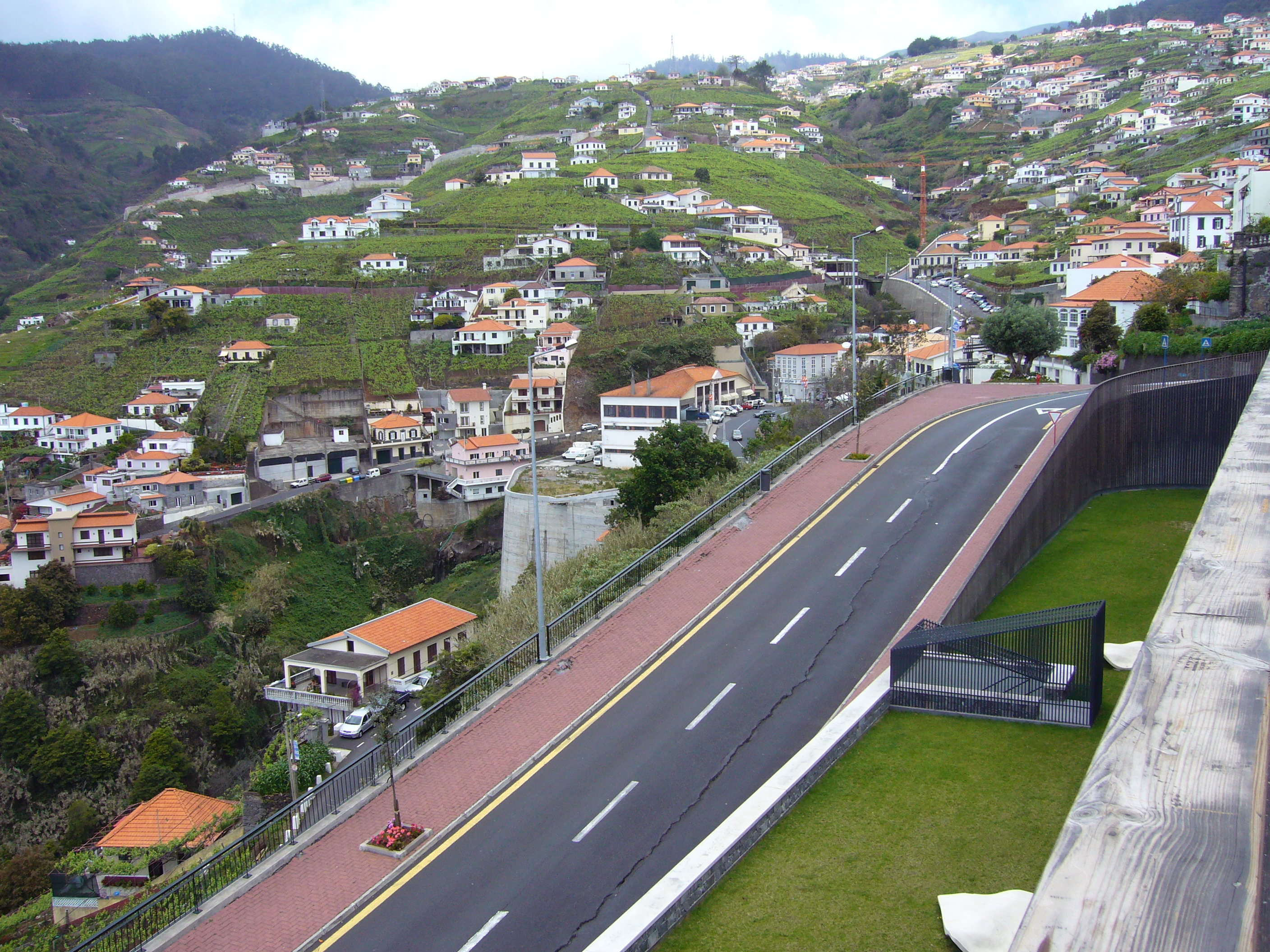
Centro do Estreito de Câmara de Lobos.
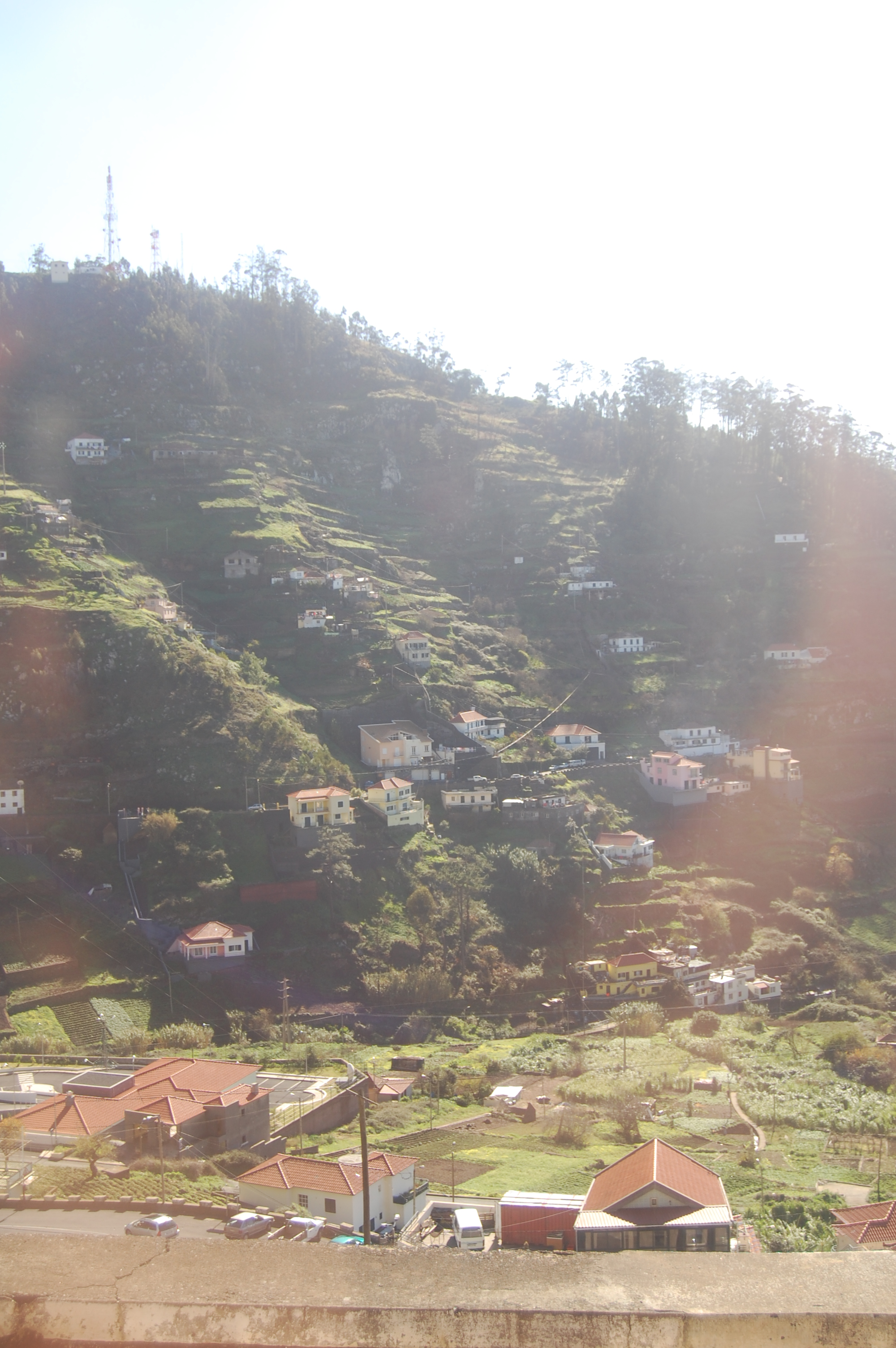
Quinta Grande.
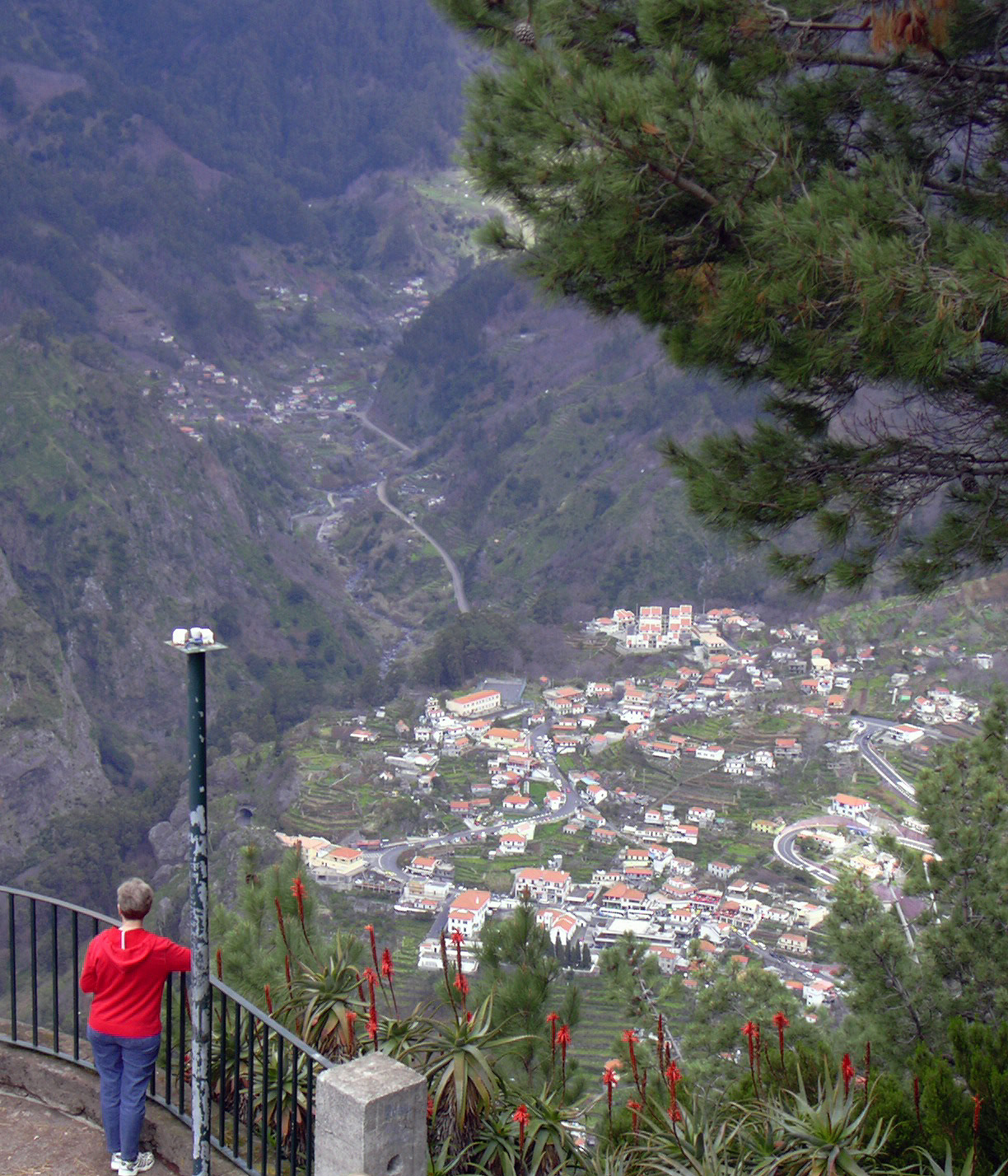
Curral das Freiras.
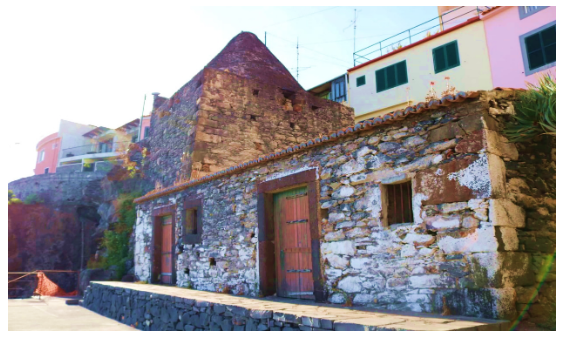
Forno da Cal vista frontal.
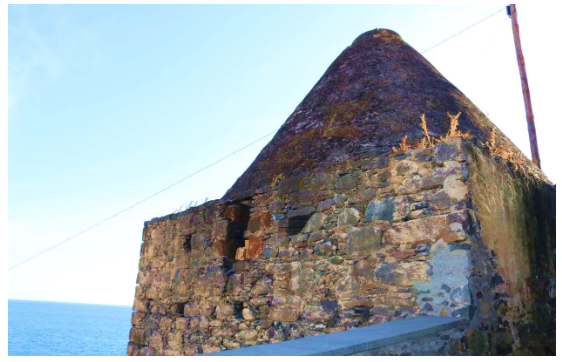
Forno da Cal vista lateral.